# キョン

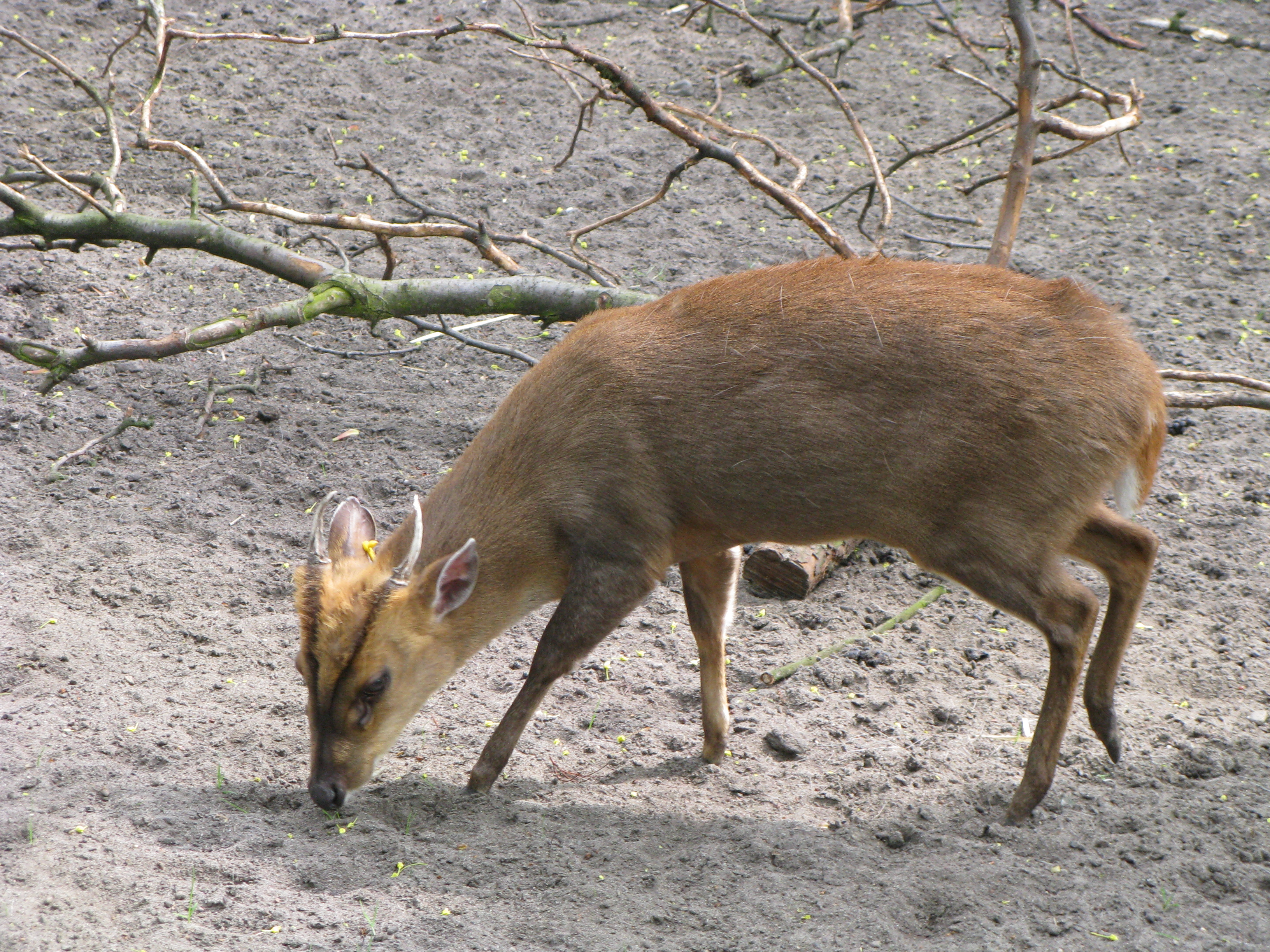
トルン動植物園で飼育されているキョン

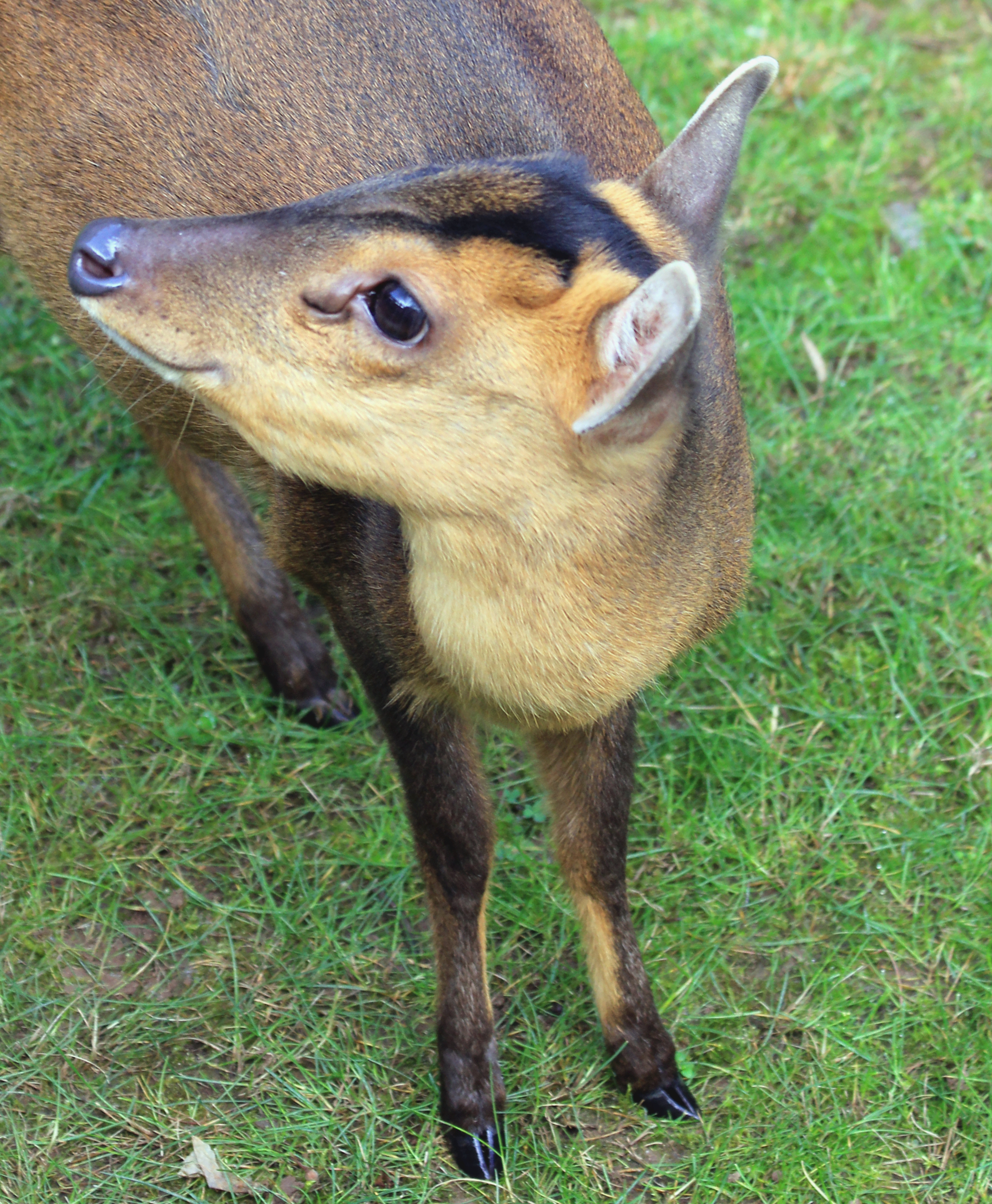
頭部。目の横にあるのが臭腺。

キョン（羗、英名：Reeves' muntjac、学名：Muntiacus reevesi、中国名：小麂、山羌、黃麂）は、哺乳綱偶蹄目（鯨偶蹄目）シカ科ホエジカ属に分類されるシカの一種。環境省指定特定外来生物。
学名や英語名は東インド会社の茶の鑑定人で、1812年に広東を訪れ、この種の記録を残したイギリス人ジョン・リーヴスにちなむ。タイワンキョンとも呼ばれる。

## 分布
中国南東部及び台湾に自然分布。模式産地は広東省広州市。日本（房総半島、伊豆大島）やイギリスに移入。
日本での化石記録はないが、リュウキュウムカシキョン（Dicrocerus sp.）の化石が琉球列島で見つかっている。

## 形態
体長47-70cm、体高45-50cm、体重12-17kg。体色は茶褐色で、覆面は黄色を帯び、四肢は黒褐色。
目の下方に臭腺（眼下腺）の開口部がある。眼の上から頭頂部にかけて黒い線があり、前頭腺が発達する。これらがつぶった眼のように見えるため、四目鹿（ヨツメジカ）とも呼ばれる。
オスにのみ短い角（2尖の7〜8cmの角で内側に湾曲）と牙（上顎犬歯）がある。
歯式は、0/3・1/1・3/3・3/3＝34。

## 分類
2亜種ないし3亜種とする説もあったが、IUCN (2016) では以下の4亜種に区別される。分布はIUCN (2016) に、亜種の命名者はGrubb (2005)・Groves & Grubb (2011) に従う。
Muntiacus reevesi jiangkouensis Gu and Zu, 1998
中国大陸
Muntiacus reevesi reevesi (Ogilby, 1839)
中国大陸
Muntiacus reevesi micrurus (Sclater, 1875)
台湾
Muntiacus reevesi sinensis (Hilzheimer, 1905)
安徽省、浙江省
また、学名未決定の亜種としてYunnan form（雲南省東部）およびShaanxi/Gansu form（陝西省南部、甘粛省南部）の2亜種を認める説もある。

## 生態
森林や藪を好んで生息し、群れは形成せず単独で生活していることが多い。草食性で木の葉や果実などを食べる。繁殖形態は胎生で1回に1匹の幼体を出産する（妊娠期間は209～220日、新生仔の体重は550～650g）。特定の繁殖期はなく、雌は1年を通じて繁殖する。周年繁殖であるが4月から7月にかけて出産が多い。イヌに似た声で鳴く。
飼育下で19年8か月生存した記録がある。

## 外来種問題
イギリスなどで移入された個体が野生化しているほか、日本でも伊豆大島や千葉県の房総半島（1980年頃）で動物園等から逃げ出した個体が野生化して分布を広げている。2005年に外来生物法により特定外来生物に指定されたため、許可なく日本国内に持ち込んだり国内で飼育したりすることは禁止されている。千葉県と伊豆大島の両地域では、キョンによる農作物被害（イネ、トマト、カキ、ミカン、スイカなど）が発生している。自然植生の食害も懸念され、ニホンジカが嫌って食べないアリドオシを採食する。さらに、人家の庭にまで侵入して樹木や花を食べ漁ったりする。

### 千葉県
千葉県では勝浦市にあった観光施設「行川アイランド」から逃げ出したとされ、1980年代から房総半島で野生化した個体が目撃されるようになる。気候が温暖で餌となる下草に恵まれていることもあり、個体数は年を追うごとに増えていった。農業被害額は年間120万円にのぼっており、ガーデニングの被害も深刻になっている。
そこで千葉県は2000年に「県イノシシ・キョン管理対策基本指針」をまとめ、防除計画の策定を進めるなど駆除に取り組んだ。ところがその後も個体数は増え続け2007年度の調査では3,400頭と推計された。同県は2008年度にも防除計画を策定しているが駆除が進まず、2012年度に計画の練り直しを迫られている。さらに2014年度末までの調査では推定個体数が47,000頭まで激増したため、同県は2015年度から各自治体に捕獲費の半額を上限に補助する対策強化に乗り出した。2014年度の捕獲数は約2,200頭にとどまっている。なお、鳥獣保護法ではキョンは狩猟鳥獣に指定されていないため、2015年時点では罠を使った捕獲が中心となっている。
2017年に、千葉県は野生のキョンにGPS発信機を取り付けて行動を把握し、駆除を効率化させることを計画した。2018年度には4000頭以上を捕獲したが、2022年度には推定生息数71,500頭と、2014年からさらに倍増。 2023年度の推定生息数は17市町計86,000頭まで激増したが、同年度の捕獲数は約10,000頭にとどまった。麻布大学の加瀬ちひろは「 キョンの自然増加率は推定18～34％。仮に前年度比34％増なら2024年度に20,000頭以上を捕獲しないと前年度から減らない計算になる」と指摘する。
2021年には県境に近い同県東葛地域の柏市でも目撃される。2017年5月に茨城県神栖市で発見されて以来、茨城県内でも散発的に目撃されており、東京や埼玉など他の都県だけでなく本州全域への拡大も懸念されている。

### 伊豆大島
伊豆大島では1970年の台風被害で「都立大島公園」内にある動物園の柵が壊れ、逃げ出した十数頭が天敵のない島全域で野生化したとされている。1973年8月には動物園に近い都道で轢死したメスの個体が発見され、妊娠していたとの記録がある。東京都では2007年度から駆除を開始した。2010年度の調査から個体数が約3,250頭と推計されたため、2012年度より毎年1,000頭のペースで捕獲し、5年後をめどに根絶する計画が立てられた。2014年度までほぼ計画どおりに捕獲が進められたが、農作物被害や市街地での目撃情報は増加の一途をたどった。これにより都が調査方法に誤りがあったとして、基礎データを増やし2014年度中に個体数を再調査したところ、島民の人口8,300人を上回る11,000頭と推計された。計算上では駆除しても毎年15%の割合で増え続けているとみられ、従来のペースの2倍から3倍ほど捕獲しても増加を食い止めるのがやっとであり、都は大幅な防除計画の見直しを迫られている。同島では特産品のアシタバを主とした農業被害が深刻さを増し、2014年度の被害総額は380万円に上っている。
2017年時点では13,000頭程度へ増加していると推定され、絶滅危惧種である植物キンランへの食害や自動車との交通事故も発生している。このため東京都は2017年5月にキョン対策を本格化させると発表。地元と協力してキョン捕獲チームを結成し、チーム名を公募した結果、2017年10月26日に「キョンとるず」と決定したことを発表した。
その後はハンターによる駆除が行われ、東京都は、2018年末時点の推定生息数は前年同期比5％減の約1万5500頭で、減少に転じたと判断している。

## 利用
- なめし皮はきめがとても細かく、セーム革の中でも最高級品とされる。楽器やカメラレンズ、骨董品、刀剣などの手入れのほか、理美容用品の素材としても使われて、日本でも輸入して使用されてきた[17]。
- 肉質は柔らかく、脂肪も少ない。福建料理、安徽料理などの中華料理、台灣料理では、薄切りまたは細切りにして、単独で、あるいは野菜と共に炒め物などにされる。牛肉の赤身に似た味わいで、中国や台湾では高級食材とされ、1頭食べると日本円で6万円ほどかかるほどであるとされる[17]。日本でもジビエ料理人気から、房総半島で大繁殖するキョンのジビエ化（商品化）が進んでいる[29]。